# Тергуль
Тергуль (фр. Teurgoule) — традиційна страва Нормандії, що нагадує рисовий пудинг або запіканку. Альтернативні назви: teurt-goule, torgoule, bourre-goule та terrinée. Традиційно він був популярний на сільських святах у Нижній Нормандії та залишається сімейною стравою. Готується із сирого рису залитого гарячим молоком із цукром та корицею, іноді з мускатним горіхом. Випікається у глиняному або керамічному посуді (терині) 3-5 годин. При цьому на тергулі утворюється товста коричнева карамелізована скоринка. Його часто їдять гарячим із булками фалле, нормандськими бріошами та сидром.

## Походження
Назва походить з нормандської мови і означає «скривити рота», нібито через гарячу страву. Іншою гіпотезою може бути бретонське походження: tourgouilh, «молочний жир», laezh-tourgouilhet, «молоко перевернуло». Те, що нетипові для Нормандії рис і кориця є інгредієнтами цього типового нормандського десерту, пояснюється тим, що вони були частиною трофеїв, захоплених нормандськими корсарами XVII столітті на іспанських галеонах, що прибували до Нормандії з Нового Світу. Або з іншими товарами, що прибували до нормандського порту Онфлер.
Інші джерела вказують на порт Кан, приписують авторство страви маркізу Франсуа-Жану Орсо де Фонтетту, який нібито привіз вантаж рису з-за кордону у 1757 під час нестачі продовольства, і який повідомив рецепт приготування цієї каші, невідомої тоді в регіоні.
Тергуль навіть має своє братство Confrérie des gastronomes de Teurgoule та Fallue de Normandie, яке базується в Ульгаті і головує на щорічному кулінарному конкурсі з приготування тергулів. Головуючі члени носять церемоніальний одяг братства зеленого та помаранчевого кольору з накидкою. Братство зберігає офіційний рецепт.